# デミウルゴス
デミウルゴス（デーミウールゴス、Δημιουργός、dēmiourgós、英: Demiurge）は、プラトンの『ティマイオス』に登場する世界の創造者である。

## 概説
ギリシア語では「職人・工匠」というような意味である。プラトンは物質的世界の存在を説明するために、神話的な説話を記した。この言葉と概念はグノーシス主義において援用され、物質世界を創造した者、すなわち「造物主」を指すのにデミウルゴスの呼称を使用した。

### 神学的思想
『ティマイオス』に記されている神話は、超越的な善なる創造神であるデミウルゴスが、自身の似姿としての宇宙を創造したというものであるが、この考え方は、ユダヤ教の思想家であるアレクサンドリアのフィロンや、異端ともされたキリスト教思想家のオリゲネスに影響を与えた。『ティマイオス』に記されている比喩的な寓話は、『旧約聖書』と調和性を持つのではないのかと彼らは考えた。

### グノーシス主義
他方、グノーシス主義の創造神話においても、ウァレンティノスの系統の世界起源論では、デミウルゴスは「造物主」で、まさにイデア世界に相当するプレーローマのアイオーンを模倣して、この世と人間を創造したことになる。
しかし、グノーシス主義の思想や世界観に明らかなように、この世と人間は、いかに考えても不完全な存在にしか見えない。イデアの模造であるとしても、それが完全であるならば、この世も人間も完全に近いか完全な存在であるはずである。然るに、経験や現象が教えることは世界と人間の不完全さであり、「悪」の充満するこの世である。
そうであれば、デミウルゴスの創造が不完全なのであり、イデアの模造がかくも不完全で、悲惨で崩壊する儚いものである根拠は、模倣者の能力の欠如と、愚かさにあるとしか云いようがない。
不完全を完全にしていくのが、今のこの世の姿である。現在も創造の最中である、ということ。

## グノーシス主義

### ヤルダバオート
グノーシス主義では、『旧約聖書』に登場するヤハウェと名乗っているデミウルゴスを、固有名で「ヤルダバオート」と呼んでいた。『旧約聖書』において愚劣な行為を行い、悪しき行いや傲慢を誇示しているのは、「偽の神」「下級神」たるヤルダバオートであるとした。
ヤルダバオートはデミウルゴスであり、また「第一のアルコーン」である。愚劣な下級神はアルコーンと呼ばれるが、ヤルダバオート以外にも多数存在し、それはデミウルゴスが生み出した者で、地上の支配者である。アルコーンはしかし、愚かで傲慢な下級の神であるが、人間にとっては恐るべき存在でもある。
デミウルゴスや諸アルコーンが愚劣な「下級の神」というのは、あくまで完全なるアイオーンやプレーローマの至高者に比較しての話である。人間の悲惨さの原因である「肉体」や「心魂」はデミウルゴスの創造したものなれば、人間はこれらの部分ではアルコーンの支配下にある。
人間がデミウルゴスや諸アルコーンに優越するのは、ただその内部にある「霊」（cf. en:Pneumatic (Gnosticism)）においてのみである。そしてこの内なる「霊」こそは「救済」の根拠である。

### ポイマンドレース
グノーシス主義の神話では、デミウルゴスが水に映った「至高なる者」（ソピアーの像またはアイオーンの像）を自己の映像と錯覚して人間を創造するということになっている。
これと同じ筋書きの神話が『ヘルメス文書』のなかの『ポイマンドレース』に記されている。これもおそらくプラトンを起源にしていると考えられるが、『ポイマンドレース』が述べている内容は、グノーシス主義の創造神話に他ならない。